# عيسى (فلم قصير)
عيسى فيلم مصري قصير لعام 2023 (عنوان الفيلم بالإنجليزية: I Promise You Paradise ) من إخراج مراد مصطفى الذي شارك في كتابة السيناريو مع سوسن يوسف. الفيلم من بطولة كيني مارسلينو و كنزي محمد  وتدور أحداثه حول حادث عنيف، على إثره يحاول عيسى، المهاجر الأفريقي إلى مصر البالغ من العمر 17 عامًا، أن يسابق الوقت لإنقاذ أحبائه مهما كلفه الأمر.
اختير الفيلم للعرض في أسبوع النقاد في مهرجان كان السينمائي الدولي 2023 كجزء من مسابقة الأفلام القصيرة، والذي يقام في الفترة ما بين 16 وحتى 27 مايو.

## خلفية الفيلم
قال المخرج مراد مصطفى: "أواصل فيه الهدف الذي بدأته في الأعمال السابقة التي عُرضت كلها في مهرجان كليرمون فيران، وهو الحكي عن غير المصريين وتحديدًا الأفارقة الذين يعيشون في مصر؛ فأنا ابن منطقة شعبية تعتبر حتى الآن أكبر تجمع للأفارقة في مصر، وأرى أننا بحاجة لأن نحكي حكايات تدور في مصر من عيون أبطال مختلفين". وصرحت "باهو بخش" المدير التنفيذي للشركة المنتجة ريد ستار أنهم دائمًا يسعدهم العمل مع المبدعين وفنيين متطوعين من كافة المجالات السينمائية لإخراج أفلام قصيرة إلى النور.

## عن الإخراج والإنتاج
مخرج العمل هو مراد مصطفى المولود في القاهرة عام 1988، وعمل في العديد من الأفلام المستقلة، وتعاون كمخرج تنفيذي في فيلم "سعاد"، الذي اختير ضمن قائمة الأعمال الرسمية لمهرجان كان السينمائي الدولي 2020. وتخرج مراد من معسكر مواهب برلينالي في ديربان وأكاديمية لوكارنو السينمائي، وقد كتب وأخرج 3 أفلام قصير تم اختيارهم لثلاثة سنوات على التوالي في مهرجان كليرمو فيران السينمائي الدولي للفيلم القصير، بجانب عرضهم في أكثر من 300 مهرجان عالميا وفوزهم بعدة جوائز. الفيلم من إنتاج شركة ريد ستار  وقالت المديرة التنفيذية للشركة "باهو بخش" أن الفيلم بدأ بشغف الكاتب والمخرج مراد مصطفى ودأب المنتجة سوسن يوسف لتنفيذ الفيلم بأفضل صورة ممكنة. والفيلم من المشاريع غير التجارية التي تدعم صناعة السينما المستقلة.

## الجوائز
- جائزة رايل الذهبية - مهرجان كان الدورة 76 لعام 2023.[22]

## وصلات خارجية
- عيسى على موقع IMDb (الإنجليزية)
- عيسى على موقع قاعدة بيانات الأفلام العربية

https://www.dostor.org/4371979 عيسى (فلم قصير)
https://www.vetogate.com/4864460 عيسى (فلم قصير)
https://www.semainedelacritique.com/fr/edition/2023/film/i-promise-you-paradise عيسى (فلم قصير)